# Les Peres (Galliner)
Les Peres és un indret del terme municipal d'Isona i Conca Dellà, a l'antic terme d'Orcau, al Pallars Jussà.
El lloc és a l'extrem nord-oest del terme municipal, també a l'extrem nord-occidental de la vall de Montesquiu, a la riba esquerra de la Noguera Pallaresa, al pantà de Sant Antoni. És al vessant nord-oriental del Puig de Galliner, a l'esquerra del barranc de Rubiol. Al seu sud-oest hi ha la partida de les Feixes.